# Peter von Martens
Peter Hugo Julius von Martens, född 13 maj 1932 i Helsingfors, död 9 mars 1983 i Karis, var en finländsk författare. Han var son till Arvid von Martens och bror till Paul von Martens. 
Efter debuten 1954 med romanen Maria skrev von Martens några böcker som behandlade äktenskaps- och livsåskådningsproblem, till exempel Järnsängen (1960). I Caroline (1966) kulminerade en dragning mot det absurda, som varit märkbar redan i tidigare arbeten. Han bodde i många år på Mallorca; på senare år publicerade han bland annat  crazyromanen Kråkslottet (1978). Kärleken är det genomgående temat i hans böcker.